# Güntersleben
Güntersleben é um município da Alemanha, situado no distrito de Würzburgo, no estado da Baviera. Tem 16,05 km² de área, e sua população em 2019 foi estimada em 4.481 habitantes.